# Тасгеций

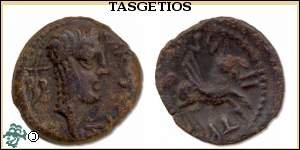
Тасгеций (TA-SG-II-TI-OS)

Тасгеций — вождь галльского племени карнутов.
Предки Тасгеция издавна пользовались у карнутов царской властью, и она была оставлена за ним Цезарем в 57 до н. э. которому Тасгеций оказывал во время войн постоянные услуги. Три года спустя Тасгеций был убит своими недовольными соплеменниками. Цезарь, узнав об этом, послал к карнутам войско под начальством легата Планка для наказания виновных.